# La servante de bains indiscrète
La servante de bains indiscrète è un cortometraggio del 1902 diretto da Georges Hatot.

## Trama
Una giovane cameriera occupa il suo tempo libero guardando nelle stanze di uno stabilimento balneare. La ragazza su uno sgabello guarda attraverso la finestra che è sopra la porta e vede una grande signora che si spoglia in un bagno. La ragazza poi muove il suo sgabello e cambia lo sguardo ad un'altra porta. Nell'altro bagno c'è un uomo che sta curando i piedi di un altro uomo, il quale arrabbiato incomincia a discutere con il pedicurista.

## Distribuzione

### Titoli di distribuzione
- Francia: Fille de bain indiscrète (titolo alternativo)
- U.K. e U.S.: The Indiscreet Bathroom Maid